# Escalade libre

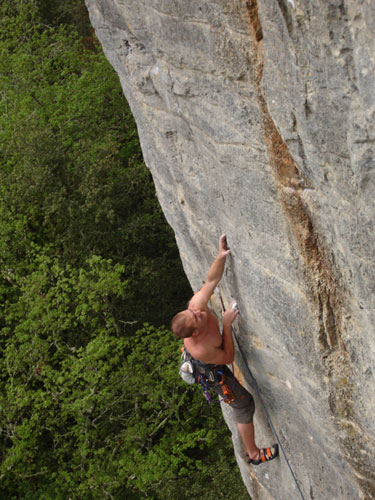
Grimpeur pratiquant l'escalade libre

Ne doit pas être confondu avec Escalade en solo, Escalade en solo intégral ou Escalade artificielle.
L'escalade libre est un style d'escalade qui consiste à progresser sur une paroi sans utiliser de matériel pour s'aider, et à atteindre le sommet d'une voie d'escalade en utilisant uniquement les prises du rocher. La corde dynamique et les protections ne servent qu'à assurer le grimpeur en cas de chute, et garantissent donc sa sécurité. Les parois peuvent être équipées de points d'ancrages comme en escalade sportive d'une longueur et certaines grandes voies ou non équipées comme en terrain d'aventure.

## Escalade libre et escalade artificielle
L'escalade libre correspond aux origines de l'escalade alors que les grimpeurs n'avaient pas encore de matériel d'escalade. Elle s'oppose à l'escalade artificielle (en anglais aid climbing, « escalade assistée ») qui consiste à exploiter les faiblesses de la paroi, comme les fissures, pour y insérer des pitons ou des coinceurs pour ensuite se hisser grâce à ce matériel, jusqu'au sommet.
De nombreuses voies d'escalade sont d'abord ouvertes en escalade artificielle avant qu'une première ascension en escalade libre ne soit réalisée, on parle alors de « libération » d'une voie. La plus célèbre est certainement l'ascension en libre de la voie The Nose, un itinéraire extrême sur la paroi d'El Capitan dans la vallée de Yosemite (Californie), par l'Américaine Lynn Hill en 1993. Cet itinéraire de près de 1 000 m comporte des longueurs atteignant le 8e degré, ce qui en faisait à l'époque le big wall le plus difficile jamais réalisé. Il avait déjà été gravi en escalade artificielle par de nombreuses cordées.
L'escalade libre peut être pratiquée avec un ou plusieurs compagnons de cordée ou en solitaire mais l'escalade libre est à distinguer de l'escalade en solo intégral qui n'utilise aucun matériel pour la protection.

## Histoire

### Les origines
« Jusqu'à la fin du XIXe siècle […], la distinction entre escalade libre et escalade artificielle n'existait pas : on grimpait comme on pouvait, c'est-à-dire, le plus souvent avec les mains et les pieds […], mais aussi, le cas échéant, en employant n'importe quel accessoire artificiel imaginable. Piolet coincé dans une fissure, grappin, échelle, arbalète, piton […], burin pour tailler une prise sont quelques exemples. »
Mummery (1855-1895) fut l'un des premiers à attacher de l'importance à la manière de conquérir un sommet mais le premier à parler d'escalade libre fut l'Autrichien Paul Preuss, au début du XXe siècle, qui accordait plus d'importance au style d'escalade, c'est-à-dire à l'ascension elle-même plutôt qu'au but ordinaire, le sommet. Ses convictions le conduisirent à renoncer aussi à la corde d'assurage et il trouva la mort en 1913 en pratiquant l'escalade en solo intégral. Bien qu'on commença alors (en Allemagne notamment) à définir des règles pour l'escalade, ces deux précurseurs n'eurent pas de disciples dans les années qui suivirent.
Après la Première Guerre mondiale, l'escalade artificielle se développa et avec elle, la généralisation de la distinction entre escalade libre et escalade artificielle. On distingua dès lors les pitons d'assurage des pitons de progression servant à la fois de prise et de point d'assurage. Cependant souvent, les deux styles d'escalade étaient utilisés lors d'une ascension en montagne en fonction des prises disponibles dans chaque passage.
Parmi les pionniers isolés de l'escalade libre, figurent en Allemagne et Italie Mathias Rebitsch, Fritz Wiessner, Gino Soldà (it) et Batista Vinatzer (it).

### Après-guerre, les débuts
Dans les années 1950, l'Américain John Gill introduisit quelques techniques fondamentales dans l'escalade libre dont l'emploi de la magnésie pour faciliter l'adhérence sur les prises. En raison de l'abondance de falaises de granite, qui offre des prises solides contrairement au calcaire, l'escalade libre se répandit aux États-Unis.
En Europe, l'escalade libre s'est d'abord développée en Allemagne de l'est et ainsi qu'au Royaume-Uni où les grimpeur britanniques, qui n'avaient à disposition que de petites falaises, étaient à la recherche d'une manière d'augmenter les difficultés.

### Années 1960 et 1970, le développement
Au milieu des années 1960, l'alpiniste Claudio Barbier développe l'escalade libre en Belgique : il décide de peindre en jaune, sur les falaises belges, les pitons qu'il n'est pas nécessaire pour lui d'utiliser pour parcourir la voie. Dès lors, on parle de « jaunissement » d'une voie et réussir un passage « en jaune » signifie le réussir en escalade libre.
La grimpe en libre qui se développe alors en Amérique du Nord ne reste pas à l'écart des nouveaux mouvements sociaux, en particulier de la vague hippie qui submerge l'Amérique lors de la guerre du Viêt Nam. Pratiquant ascèse et vivant en communautés libres plutôt qu'en famille, les groupes de grimpeurs en libre adoptent alors un mode de vie à l'écart des valeurs dominantes de la société de consommation. Un de ceux-ci, Peter Livesey, en 1975 retourna des États-Unis vers le Royaume-Uni et créa une salle d'escalade pour répandre l'escalade libre.
Les images des réalisations des grimpeurs suscitèrent des réactions contrastées en Europe : les alpinistes classiques étaient incrédules pendant que quelques jeunes grimpeurs cherchèrent à imiter leurs confrères américains sur les diverses falaises granitiques adaptées. Reinhold Messner écrivit en résonance le livre Le septième degré (qui, jusqu'aux exploits de Ron Kauk et d'autres, avait paru infranchissable) dans lequel il poussait même les alpinistes classiques à employer le moins de clous possible et à progresser sans exploiter les protections.
En France, l'escalade libre est défendue et popularisée principalement par Jean-Claude Droyer qui devient célèbre en 1975 pour avoir escaladé une voie de difficulté 6c+, le Triomphe d'Eros, dans les gorges du Verdon ; il va jusqu'à dépitonner des voies pour empêcher que des grimpeurs n'utilisent les pitons pour progresser.
De la même façon que Claudio Barbier peignait en jaune les pitons non indispensables à la progression du grimpeur, en Allemagne, Kurt Albert développe le principe du rotpunkt : on marque d'un cercle rouge les voies où tous les mouvements ont été faits en libre puis, lorsque la voie est enchaînée, on remplit le cercle pour en faire un point rouge (allemand : Rotpunkt), le point rouge indiquant aux autres grimpeurs que cette ascension est possible en libre.
Le développement à cette époque de l'équipement des grimpeurs (chaussons d'escalade, baudrier, corde dynamique, etc.) favorise le développement de l'escalade libre.

### Années 1980, la généralisation
Dans les années 1980, les règles de l'escalade libre se généralisent en Europe et notamment en France. Jusqu'alors, les Français n'hésitaient pas à utiliser pour grimper toutes les prises disponibles, qu'il s'agisse de prises naturelles ou de pitons, l'escalade était dite libre tant que le grimpeur n'utilisait pas d'étrier.
La grimpeuse française Catherine Destivelle, qui a interrompu sa pratique de l'escalade en 1980, témoigne de ce changement important qu'elle constate lorsqu'elle reprend l'escalade en 1985 : « à « mon époque », nous grimpions tous en tire-clou, mais depuis le jeu avait changé. […] La règle : ne plus se servir des protections en place pour progresser vers le haut, rien que le corps et le rocher. Pendant [ces années] la cotation des difficultés s'était envolée vers le haut. Le 7a, puis le 7b avaient fait leur apparition et j'allais devoir m'adapter à ces nouvelles règles : auparavant, je me ruais sur chaque clou, m'arc-boutant dessus pour attraper le suivant. Maintenant, si je voulais être prise au sérieux et ne pas subir d'inévitables quolibets, il me faudrait adopter un « bon style ». »
La généralisation de l'escalade libre change les règles de l'escalade et suscite la controverse entre grimpeurs traditionnels et puristes. Ainsi, le grimpeur français Patrick Cordier, qui fut pourtant « l'un des pionniers de la révolution de l'escalade libre », critique en 1985 l'escalade libre en tant que règle : « L'escalade libre, c'est précisément celle qui ne l'est pas. « Avant » nous étions peu nombreux, on faisait ce qu'on voulait, il n'y avait pas de règle, nous échappions à la société. Nous étions libres dans un espace libre, puis, sous la pression du nombre des adeptes les règles du jeu, implicitement admises, sont devenues imposées. »